# Zaira nubecula
Zaira nubecula là một loài ruồi trong họ Tachinidae.